# 231 (szám)
A 231 (kétszázharmincegy) a 230 és 232 között található természetes szám.

## A matematikában
231:
- Szfenikus szám
- Háromszögszám
- Hatszögszám
- Nyolcszögszám
- Középpontos oktaéderszám.[1]
- Tizenhétszögszám